# Крешенци, Марчелло
Марчелло Крешенци (итал. Marcello Crescenzi; 27 октября 1694, Рим, Папская область — 24 августа 1768, Феррара, Папская область) — итальянский кардинал, доктор обоих прав. Титулярный архиепископ Нацианцо с 14 июля 1739 по 9 сентября 1743. Апостольский нунций во Франции с 30 июля 1739 по 9 сентября 1743. Архиепископ Феррары с 22 августа 1746 по 24 августа 1768. Кардинал-священник с 9 сентября 1743, с титулом церкви Санта-Мария-ин-Траспонтина с 16 декабря 1743.